# Grupos de células dopaminérgicas
Grupos de células dopaminérgicas são conjuntos de neurônios no sistema nervoso central que sintetiza o neurotransmissor dopamina. Nos anos 1960, neurônios de dopamina foram identificados pela primeira vez e nomeados por Annica Dahlström e Kjell Fuxe, que usaram fluorescência histoquímica. A descoberta subsequente de genes que codificam enzimas que sintetizam dopamina e transportadores que incorporam dopamina em vesículas sinápticas ou a recuperam após a liberação sináptica, permitiu aos cientistas identificar neurônios dopaminérgicos marcando a expressão de genes ou proteínas que é específica para esses neurônios..
No cérebro dos mamíferos, os neurônios dopaminérgicos formam uma população semi-contínua que se estende do mesencéfalo até o cérebro anterior, com onze agrupamentos nomeados entre eles.